# یواس‌اس وگا (ای‌کی-۱۷)
یواس‌اس وگا (ای‌کی-۱۷) (به انگلیسی: USS Vega (AK-17)) یک کشتی بود که طول آن ۴۰۱ فوت ۱ اینچ (۱۲۲٫۲۵ متر) بود. این کشتی در سال ۱۹۱۹ ساخته شد.